# Campionati europei di ginnastica ritmica 2024
I Campionati europei di ginnastica ritmica 2024 sono stati la 40ª edizione della competizione continentale. Si sono svolti a Budapest, in Ungheria, dal 22 al 26 maggio.

## Nazioni partecipanti
- Albania
- Andorra
- Armenia
- Austria
- Azerbaigian
- Belgio
- Bulgaria
- Croazia
- Cipro
- Rep. Ceca
- Spagna
- Estonia
- Finlandia
- Francia
- Regno Unito
- Georgia
- Germania
- Grecia
- Ungheria
- Israele
- Italia
- Lettonia
- Lituania
- Lussemburgo
- Moldavia
- Macedonia del Nord
- Montenegro
- Paesi Bassi
- Norvegia
- Polonia
- Portogallo
- Romania
- Slovenia
- San Marino
- Serbia
- Svizzera
- Slovacchia
- Svezia
- Turchia
- Ucraina

Aggiornato al 15 maggio

## Podi
| Evento                      | Oro | Argento | Bronzo |
| Team                        | | | |
| Squadra junior              | Romania Amalia Lică Lisa Garac | Israele Alona Tal Franco Meital Maayam Sumkin | Azerbaigian Ilaha Bahadirova Shams Aghahuseynova Fidan Gurbanli Govhar Ibrahimova                                                                   |
| Squadra senior              | Bulgaria Concorso individuale Boryana Kaleyn Elvira Krasnobaeva Stiliana Nikolova Concorso a squadre Sofia Ivanova Magdalina Minevska Kamelia Petrova Rachel Stoyanov Margarita Vasileva | Italia Concorso individuale Milena Baldassarri Tara Dragas Sofia Raffaeli Concorso a squadre Martina Centofanti Agnese Duranti Alessia Maurelli Daniela Mogurean Laura Paris Alessia Russo | Israele Concorso individuale Daria Atamanov Daniela Munits Concorso a squadre Shani Bakanov Adar Friedmann Romi Paritzki Ofir Shaham Diana Svertsov |
| Concorso individuale senior | | | |
| All-Around                  | Stiliana Nikolova Bulgaria | Sofia Raffaeli Italia | Darja Varfolomeev Germania |
| Cerchio                     | Boryana Kaleyn Bulgaria | Stiliana Nikolova Bulgaria | Taisiia Onofriichuk Ucraina |
| Palla                       | Sofia Raffaeli Italia | Fanni Pigniczki Ungheria | Daniela Munits Israele |
| Clavette                    | Daniela Munits Israele | Liliana Lewinska Polonia | Boryana Kaleyn Bulgaria |
| Nastro                      | Darja Varfolomeev Germania | Sofia Raffaeli Italia | Elvira Krasnobaeva Bulgaria |
| Concorso a squadre senior   | | | |
| All-Around                  | Bulgaria Sofia Ivanova Magdalina Minevska Kamelia Petrova Rachel Stoyanov Margarita Vasileva                                                                                             | Italia Martina Centofanti Agnese Duranti Alessia Maurelli Daniela Mogurean Laura Paris Alessia Russo                                                                                       | Spagna Ana Arnau Inés Bergua Mireia Martínez Patricia Pérez Salma Solaun                                                                            |
| 5 cerchi                    | Italia Martina Centofanti Agnese Duranti Alessia Maurelli Daniela Mogurean Laura Paris Alessia Russo*                                                                                    | Spagna Ana Arnau Inés Bergua Mireia Martínez Patricia Pérez Salma Solaun | Israele Shani Bakanov Adar Friedmann Romi Paritzki Ofir Shaham Diana Svertsov                                                                       |
| 3 nastri e 2 palle          | Spagna Ana Arnau Inés Bergua Mireia Martínez Patricia Pérez Salma Solaun | Israele Shani Bakanov Adar Friedmann Romi Paritzki Ofir Shaham Diana Svertsov | Ucraina Diana Baieva Alina Melnyk Valeriia Peremeta Kira Shyrykina Mariia Vysochanska                                                               |
| Concorso individuale junior | | | |
| Cerchio                     | Amalia Lică Romania | Alona Tal Franco Israele | Olivia Maslov Polonia |
| Palla                       | Meital Maayam Sumkin Israele | Anna Piergentili Italia | Magdalena Valkova Bulgaria |
| Clavette                    | Amalia Lică Romania | Alja Ponikvar Slovenia | Alona Tal Franco Israele |
| Nastro                      | Amalia Lică Romania | Dara Malinova Bulgaria | Barbare Kajaia Georgia |

* ginnasta di riserva

## Medagliere
| Pos.   | Paese       | Oro | Argento | Bronzo | Totale |
| ------ | ----------- | --- | ------- | ------ | ------ |
| 1      | Bulgaria    | 4   | 2       | 3      | 9      |
| 2      | Romania     | 4   | –       | –      | 4      |
| 3      | Italia      | 2   | 5       | –      | 7      |
| 4      | Israele     | 2   | 3       | 4      | 9      |
| 5      | Spagna      | 1   | 1       | 1      | 3      |
| 6      | Germania    | 1   | –       | 1      | 2      |
| 7      | Polonia     | –   | 1       | 1      | 2      |
| 8      | Slovenia    | –   | 1       | –      | 1      |
| 8      | Ungheria    | –   | 1       | –      | 1      |
| 10     | Ucraina     | –   | –       | 2      | 2      |
| 11     | Azerbaigian | –   | –       | 1      | 1      |
| 11     | Georgia     | –   | –       | 1      | 1      |
| Totale | Totale      | 14  | 14      | 14     | 42     |